# William John Bankes

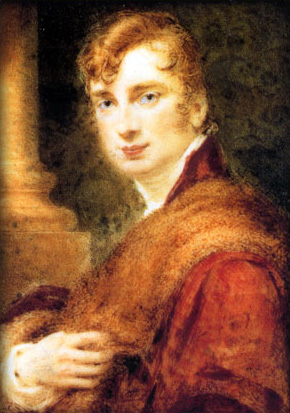
William John Bankes, Porträt 1812 von George Sanders

William John Bankes (* 11. Dezember 1786 in Kingston Lacy, Dorset; † 15. April 1855 in Venedig) war ein englischer Politiker, Reisender und Sammler.

## Familie

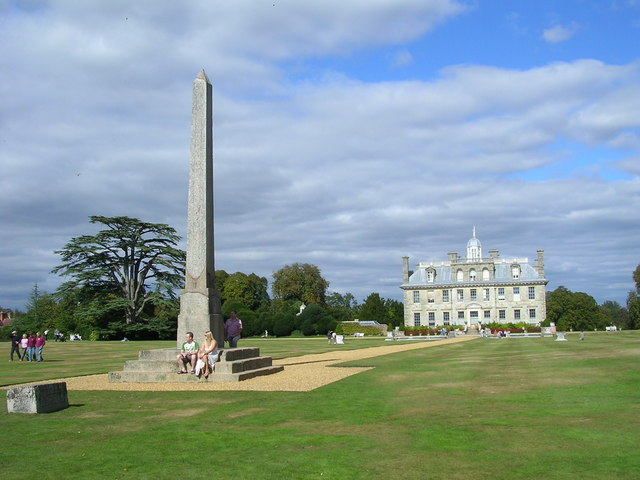
Herrenhaus von Kingston Lacy mit dem Obelisken

William John Bankes entstammt der englischen Familie Bankes. Er war das zweitälteste Kind von Henry Bankes und Frances Woodley (1760/61–1823). Sie war die Tochter von William Woodley von St. Christopher, dem Gouverneur der Inseln unter dem Winde, und als sie Bankes mit 22 Jahren heiratete, brachte sie eine Mitgift von 6.000 Pfund in die Ehe. Sein Vater war Abgeordneter und interessierte sich für Antiquitäten, Interessen, die sein zweiter Sohn teilte. William John Bankes hatte fünf weitere Geschwister, George (* 1787), die Schwestern Anne Frances (* 1789) und Mary (* 1791), sowie Edward (* 1794) und Frederic (* 1799), der im Kindesalter verstarb.

## Erziehung
William John Bankes besuchte die Westminster School in London, die damals ein ähnliches Renommée hatte wie Eton oder Harrow, auch wenn hier sehr rohe Sitten herrschten. Hier lernte er Latein und Griechisch.
Er studierte am Trinity College in Cambridge, wo er durch seinen ausschweifenden Lebenswandel auffiel, antike Literatur (Classics). Bankes hatte seine Räume im College im Stil einer katholischen gotischen Kapelle ausgestaltet, einschließlich eines Hochaltars, auf dem er täglich Weihrauch verbrannte. Er holte auch Chorknaben in diese Räume, um hier zu singen. Da damals Katholiken das Studium verwehrt war, war dies sicher geeignet, seine Zeitgenossen zu schockieren. Anne Sebba vermutet den Einfluss des skandalumwitterten William Beckford. Man fragte sich zudem, was er mit den Chorknaben sonst noch trieb. In Trinity College lernte Bankes den jüngeren George Byron kennen, gehörte aber nicht zu dessen inneren Kreis.
Bankes ältester Bruder Henry (* 1785) hatte in Trinity Hall in Cambridge studiert und war 1806 als Fähnrich im 35. Infanterieregiment auf der L’Athenienne unterwegs nach Sizilien, als das Schiff vor Tunis auf das Esquerries-Riff lief und sank. Henry Banks ertrank, weil er sich weigerte, ein Rettungsboot zu besteigen, so wurde William mit 20 Jahren der Haupterbe.
Bankes wurde 1808 der Bachelor of Arts und 1811 der Master of Arts verliehen, auch wenn er seine Studien vernachlässigt hatte. Er war von 1814 bis 1822 Fellow im Trinity College. Banks studierte Jura in Lincoln’s Inn und ab 1815 im Inner Temple und wurde 1815 als Anwalt vor Gericht zugelassen.
Von seinem Großonkel Sir William Wynne erbte er 1815 Soughton Hall in Flintshire und das Gut Dol-y-Moch im Maentwrog-Tal, was ihn mit einem jährlichen Einkommen von 6.000 Pfund finanziell unabhängig machte.

## Politische Karriere
Obwohl ein oft konfuser Redner, war Bankes, der Familientradition folgend, insgesamt sechs Jahre Tory-Abgeordneter im britischen Unterhaus. Den Sitz für Truro erhielt er 1810 durch Vermittlung des Verlobten seiner Schwester Anne, dem Ultra-Tory Edward Boscawen, 4. Viscount von Falmouth, dem späteren 1. Earl of Falmouth. Truro war ein sogenanntes Pocket borough, also fest in der Hand der Lords Falmouth. Banks musste mit Boscawen stimmen und fand zudem heraus, dass die Parlamentssitzungen recht viel Zeit in Anspruch nahmen. Seine erste Rede, die gegen die Katholikenemanzipation gerichtet war, wurde nicht gut aufgenommen. So gab er den Sitz 1812 auf, um auf Reisen zu gehen.
Von 1821 bis 1825 war er nach dem Tode von John Henry Smythe Unterhausabgeordneter für die University of Cambridge, bis er den Sitz an Lord Palmerston verlor. Er opponierte im Parlament gegen die Gleichberechtigung von Katholiken; zu dieser Zeit hatten nur Anglikaner das Wahlrecht. Von 1829 bis 1831 war er Abgeordneter für das Borough Marlborough in Wiltshire und von 1833 bis 1835 für das County Dorset, bis ein Skandal seine politische Laufbahn beendete.

## Reisen
Bankes hatte bereits Nordengland auf der Suche nach Kunstwerken bereist. 1812 reiste er nach Spanien und Portugal. Während der spanischen Feldzüge der Koalitionskriege agierte er als Lord Wellingtons Adjutant, fiel aber wiederholt durch Kunstdiebstahl unangenehm auf. So entstand die Grundlage seiner Sammlung barocker und manieristischen Gemälde, die heute in Kingston Lacy im spanischen oder goldenen Saal ausgestellt ist. Ohne Mitglied der Britischen Armee zu sein, nahm er an Schlachten und Scharmützeln teil, was ihn zu einem Freischärler machte.
1815 bis 1819 unternahm Bankes ausgedehnte Reisen in den Orient, auf denen er einige Pläne und Skizzen anfertigte, aber kein zusammenhängendes Tagebuch. Seine Reisen sind daher hauptsächlich aus den Berichten anderer Autoren bekannt. 1815 war er in Ägypten, hier lernte er Johann Ludwig Burckhardt kennen, der sein Interesse an den Städten der Dekapolis weckte. Im Winter 1816 besuchte er daher zusammen mit James Silk Buckingham, den er in Jerusalem kennengelernt hatte, die Orte Jerash und Umm Qais (Gadara) im heutigen Jordanien. Ab Sommer 1816 besuchte er Zypern, Kleinasien und dann Griechenland. Im November 1817 kehrte er nach Syrien zurück, wo er bis zum Sommer 1818 blieb, um dann nach Ägypten und Nubien zu reisen. Er hatte den italienischen Deserteur Giovanni Finati als Dolmetscher angestellt. Im Auftrag von Thomas Young kopierte Bankes einige Hieroglypheninschriften, besonders solche mit Königs- und Götternamen, und eignete sich außerdem Antiquitäten an. Er untersuchte den 1815 in Philae gefundenen neun Meter hohen sogenannten Obelisken von Philae, auf dem er die hieroglyphischen Namen von Ptolemaios VIII. und Kleopatra III. erkannte. Frédéric Cailliaud und Bankes fertigten Abschriften der Basis an. Auf dem Rückweg nach England besuchte Bankes Byron, der mit seiner Tochter Allegra in Venedig lebte.
1818 entfernte Giovanni Belzoni im Auftrag von Bankes mit Unterstützung des englischen Generalkonsuls Henry Salt unter großen Schwierigkeiten den Obelisken und die Basis, auf der sich ebenfalls Inschriften befanden. Bankes ließ sie 1821 nach England bringen. Bei der Ankunft des Denkmals in Deptford fertigte der Lithograph Charles Hullmandel Abbildungen aller vier Seiten und der Basis an, die Banks im November 1821 publizierte. Lord Wellington stellte eine Lafette zur Verfügung, um den Obelisken nach Kingston Hall zu transportieren und legte 1827 das Fundament im formalen Garten des Herrenhauses. Das ungeschützte Relikt ist inzwischen stark verwittert. Banks war sich des Problems bewusst und entwarf einen Winterschutz, der freilich nie gebaut wurde. Der Obelisk, das zu der Zeit einzige große Exemplar in England, steht in der Hauptsichtachse des Hauses und bildet das Zentrum des Landschaftsgartens.

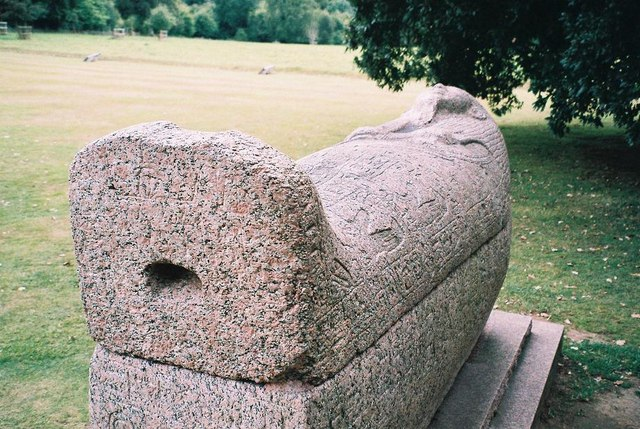
Ägyptischer Granitsarkophag im Garten von Kingston Lacy

Bankes Sammlung ägyptischer Altertümer befindet sich noch heute in Kingston Lacy, wo sie Bankes bei seiner Neugestaltung des Hauses in dem Keller verbannte, ein ägyptischer Sarkophag (14. Jh. v. Chr.) wittert im Garten vor sich hin.
Charles Barry, der als Architekt am Umbau von Kingston Hall für Bankes arbeitete, hatte Jerash 1816 aufgesucht und scheinbar 1820 Bankes Pläne von Jerash reingezeichnet, aber die Aufzeichnungen wurden nie publiziert, vielleicht auf Grund von Bankes’ bekannter Indolenz, oder weil sich seine Interessen nun hauptsächlich auf die Ausgestaltung seines Hauses konzentrierten. Als Buckingham 1821 ein Buch über seine Reisen nach Palästina ankündigte, beschuldigte ihn Bankes jedoch in zahlreichen Briefen, unter anderem an englische Konsuln im Mittleren Osten, unerlaubt seine Pläne benutzt zu haben. Er wollte so seinen Ruf ruinieren, ohne auch nur das Buch selber gesehen zu haben. Buckingham beschuldigte Bankes im Gegenzug der Verleumdung und 1826 kam es, nach zahlreichen Verzögerungen, zu einem kostspieligen Prozess mit zahlreichen Zeugen, den Buckingham gewann. Bankes musste ihm 400 Pfund Schadensersatz zahlen.

## Späteres Leben

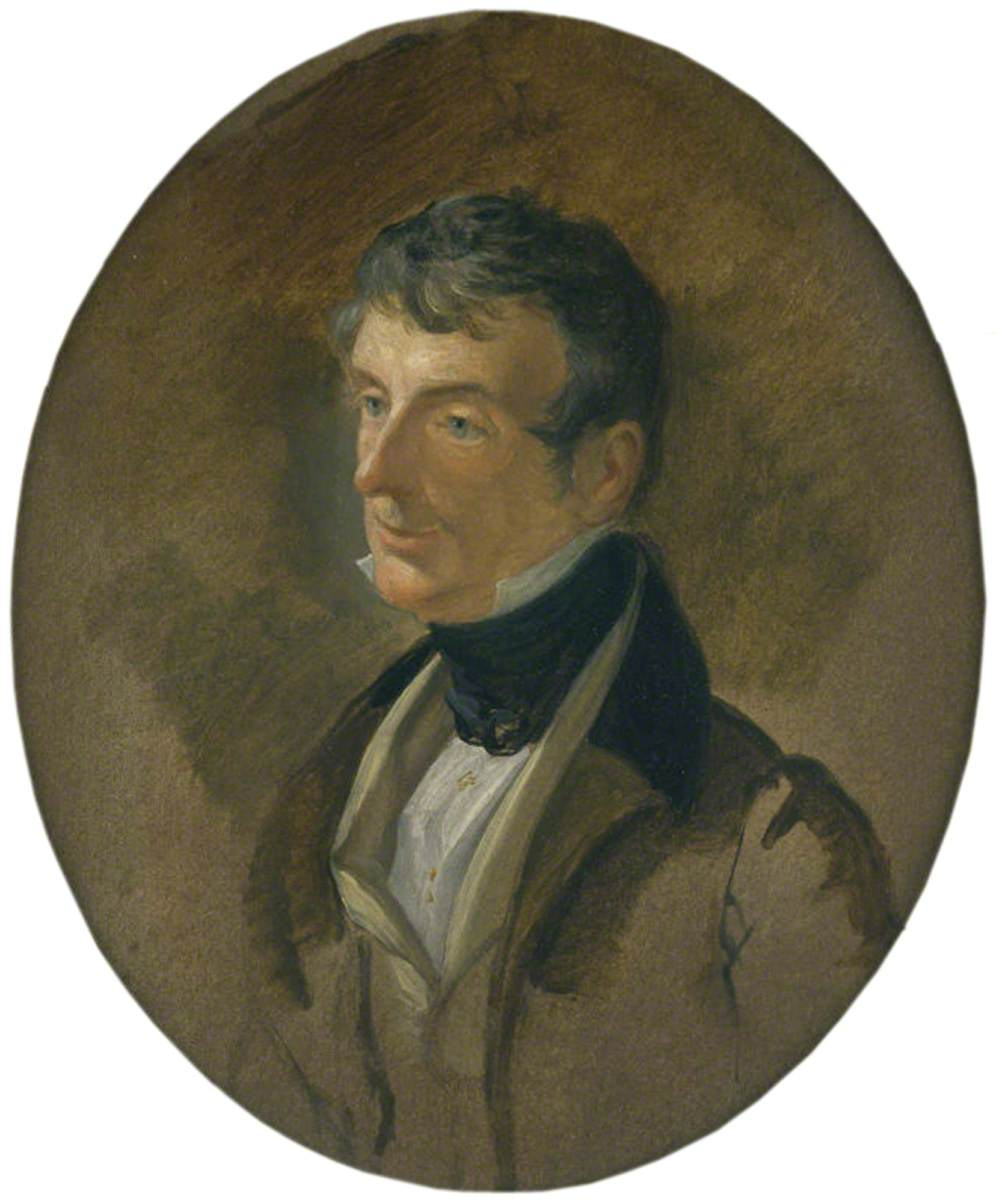
Ölgemälde von George Hayter (1792–1871), Einzelstudie für das Bild „Moving the Address to the Crown on the opening of the First Reform Parliament in the Old House of Commons, 5 February 1833“

1833 wurde Bankes der Sodomie mit einem Gardesoldaten angeklagt, nachdem man sie in einem öffentlichen Urinal ertappt hatte, aber mit Hilfe einflussreicher Freunde freigesprochen. Der Skandal beendete aber seine politische Karriere.
1835, mit dem Tode seines Vaters, erbte er das Familiengut in Dorsetshire.
Nach einer weiteren Verhaftung 1841 im Green Park wegen einem unsittlichen Angriff auf einen Gardesoldaten wurde er auf Kaution freigelassen. Auf Sodomie stand in England die Todesstrafe, Castlereagh hatte sich 1822 wegen einer ähnlichen Anklage umgebracht, Bankes’ Freund Byron war ins Ausland gegangen, wie auch William Beckford. Bankes übereignete seine Güter seinem Bruder Georg, um sie vor einer Beschlagnahmung zu schützen, falls er verfemt wurde und floh nach Frankreich.
Bankes ließ sich schließlich in Venedig nieder, von wo er seinem Bruder von ständig wechselnden Wohnsitzen detaillierte Anweisungen zur Ausgestaltung von Kingston Hall sowie Teile der Inneneinrichtung aus Marmor und Pietra dura sowie hunderte von Artefakten und Rohmaterialstücken schickte, die bald das Haus und zahlreiche Nebengebäude füllten. Das unfertige Haus stand bis auf die Dienstboten weitgehend leer. Bankes benutzte die Drohung mit einer Heirat, um seinen Bruder klarzumachen, dass er seinen Besitz wieder einbüßen könnte, machte die Ankündigung aber nie wahr. Er starb kinderlos in Venedig, vermutlich an Cholera; sein genauer Todesort ist unbekannt. Er wurde im Sommer 1855 heimlich in der Familiengruft in Wimborne Minster, Dorset, beigesetzt, obwohl intramurale Bestattungen zu dieser Zeit bereits illegal waren.

## Veröffentlichungen
- Geometrical elevation of an Obelisk … from the Island of Philae. London 1821.